# Praia de Miramar
Praia de Miramar
A praia de Miramar localiza-se na freguesia de Arcozelo, concelho de Vila Nova de Gaia, distrito do Porto, em Portugal.
Apresenta um clima de tipo "temperado marítimo" ou "oceânico" cujos ventos, vindos do oeste, são húmidos e frios.
Próximo de um dos campos de golfe mais antigos de Portugal, envolvida por habitações de caráter luxuoso, a concorrida Praia de Miramar encontra-se inserida numa vasta extensão de areia, pontuada por formações rochosas e provida de infraestruturas completas de apoio.
Caracteriza-se por ser uma praia urbana, com um extenso areal, e condições privilegiadas para os banhistas e praticantes de desportos náuticos. Entre os seus equipamentos, conta com toldos, sanitários, bar de praia, e outros.
No extremo sul deste extenso areal, a Praia Mar e Sol é menos frequentada do que a sua vizinha e encontra-se rodeada por dunas que a separam da estrada marginal, possibilitando a preservação de um ambiente de tranquilidade propício ao repouso à beira-mar.

## Património edificado

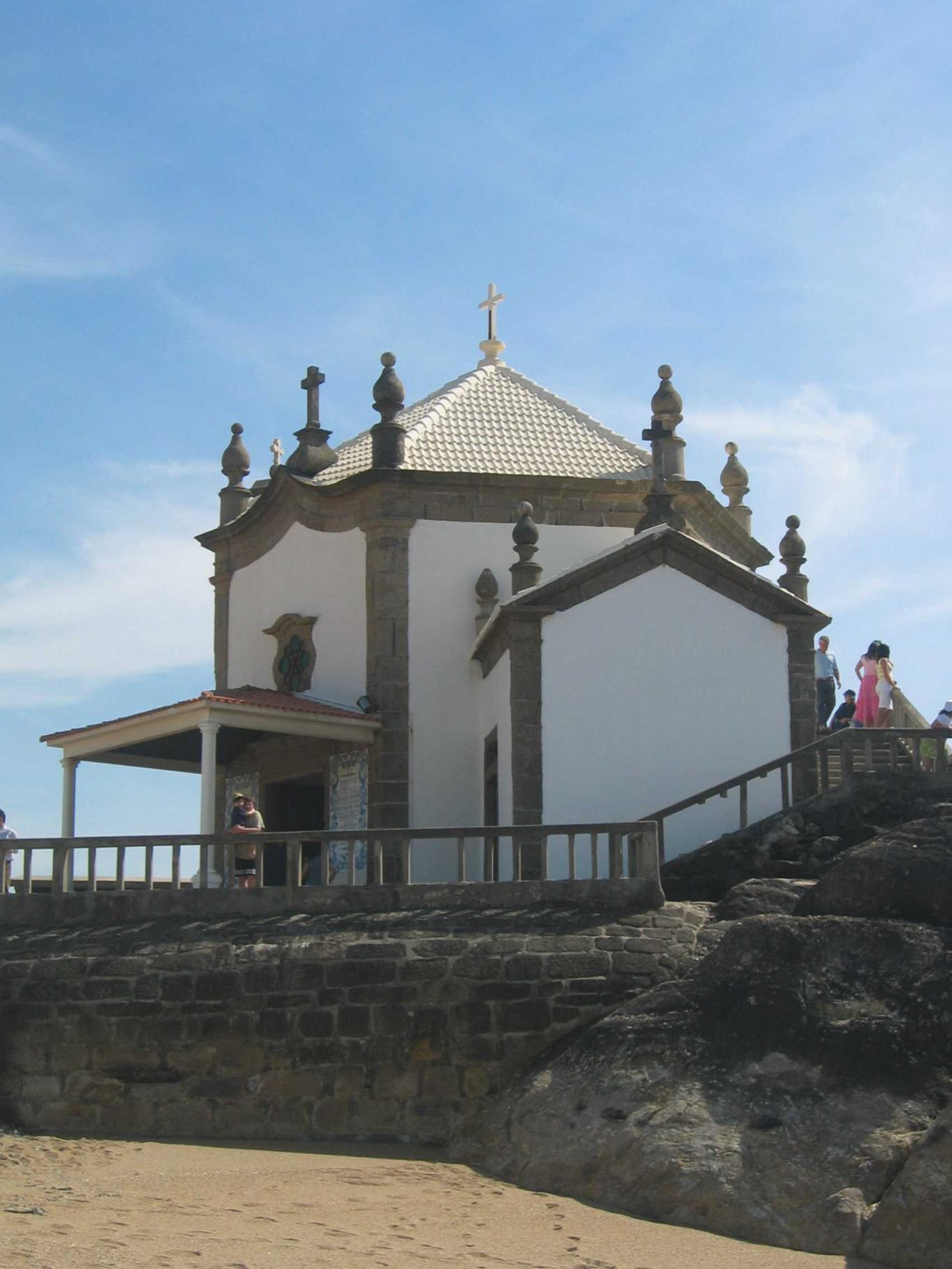
Capela do Senhor da Pedra (Em Gulpilhares) a Norte.

- Capela do Senhor da Pedra

## Miramar no cinema
O cineasta Manoel de Oliveira filmou um documentário chamado Miramar, praia das rosas em 1938, com narração de Fernando Pessa.

## Coletividades
- Sport Club Alberto de Sousa - também conhecido como Parque da Gândara, fundado em 1930.
- Clube de Golfe de Miramar  - fundado em 1931 por Frank Gordon, Cláudio e Mário Martins.